# Gordian Anicjusz
Gordian – posiadał rozległe majątki w Rzymie, jego okolicach i na Sycylii. Sprawował bliżej nieokreślony urząd kościelny. Brak informacji by piastował urzędy świeckie. Wbrew twierdzeniom Grzegorza z Tours (Historia Franków X,1) nie był senatorem. Razem z żoną świętą Sylwią został uwieczniony na fresku zdobiącym ściany oratorium na terenie ich majątku na wzgórzu Celius. Malowidło istniało jeszcze w latach 70. IX w. Gordian miał zapewne trzech synów: Grzegorza Wielkiego, Palatyna, który był doradcą brata w sprawach Sycylii, oraz zapewne Germanusa, który był następcą Grzegorza na urzędzie prefekta Rzymu.
Gordian miał 3 siostry: św. Tarzyllę, Gordianę oraz św. Emilianę.